# Ilex longecaudata
Ilex longecaudata là một loài thực vật có hoa trong họ Aquifoliaceae. Loài này được Comber mô tả khoa học đầu tiên năm 1933.